# 455

## Události
- vandalský král Geiserich dobývá Řím
- 9. července - Po dvou měsících bezvládí bez císaře se galský senátor a vojevůdce Avitus prohlásil císařem západní říše.[1]

## Úmrtí
- 16. března – zabit západořímský císař Valentinianus III.
- 31. května – usmýkán davem západořímský císař Petronius Maximus

## Hlavy států
- Papež – Lev I. Veliký (440–461)
- Východořímská říše – Marcianus (450–457)
- Západořímská říše – Valentinianus III. (425–455) » Petronius Maximus (březen–květen 455) » Avitus (455–456)
- Franská říše – Merovech (448–457)
- Perská říše – Jazdkart II. (439–457)
- Ostrogóti – Valamir (447–465/470)
- Vizigóti – Theodorich II. (453–466)
- Vandalové – Geiserich (428–477)